# ヴィルデュー＝ラ＝ブルエール
ヴィルデュー＝ラ＝ブルエール （Villedieu-la-Blouère）は、フランス、ペイ・ド・ラ・ロワール地域圏、メーヌ＝エ＝ロワール県のかつて存在したコミューン。現在はボープレオ＝アン＝モージュの一部である。

## 地理
モージュ地方にある、アンジューのコミューンである。クリソンの北東18km、ナントの東38km、ボープレオの南西8kmのところにある · 。

## 由来
ブルエールの名が初めて現れるのは、Boeriaとしてであるが、1326年にはBloeriaと記された。1401年にはLa Blouèreであった。1536年、フラピニエール文書においてはVilledé-en-Maugesであった。1668年にLa Blouère-et-Villedieu、18世紀終わりにはVilledieu-la-Blouèreとなり、1800年までLa Blouère、1920年までVilledieuであった。
フランス革命時代の1793年にはLa Commanderie de Villedieuと改名させられた。

## 歴史
Villedieuという地名は、中世の騎士道および聖ヨハネ騎士団のコマンドリーを背景に持つ。軍事と宗教両面の修道会であった聖ヨハネ騎士団は、移り住んだ土地からあがる収入を聖地での活動に充て、管轄内の巡礼路の安全維持に役立てた。彼らはヴィルデュー城代と呼ばれたシャトーを町の中心部に建設した。そこはボープレオへ向かう道とジェステに向かう道とが交差する地点だった。1792年11月14日、シャトーは国有財産として売却され、最後は荒れるがままに放置された。19世紀初頭まで、その遺構が見られた。

## 人口統計
| 1962年 | 1968年 | 1975年 | 1982年 | 1990年 | 1999年 | 2006年 | 2012年 |
| ------ | ------ | ------ | ------ | ------ | ------ | ------ | ------ |
| 1658   | 1790   | 1922   | 2104   | 2193   | 2102   | 2248   | 2483   |

source=1999年までLdh/EHESS/Cassini、2004年以降INSEE